# 國井誠海
國井誠海（くにい せいかい、1917年〈大正6年〉 - 2009年〈平成21年〉12月27日）は日本の書家。現代書を開拓した巨匠で、産経国際書展を設立し、産経国際書会の副理事長や最高顧問など歴任した。作品は米国ニューヨーク近代美術館（MOMA）や文部省、伊勢神宮などにも収められている。

## 略歴・人物
山形県生まれ、1935年（昭和10年）山形市立山形商業学校（現・山形市立商業高等学校）卒業、地域電力会社（現・東北電力）に勤務。1940年文部省師範学校中学校高等女学校教員検定試験（文検）に合格。鈴木翠軒に師事した。
太平洋戦争後に生まれた「現代書」の開拓者で、1970年代からフランスパリ、アメリカニューヨークやロサンゼルスなど海外でも個展を開くなど、国内外で書をアートとして広める活躍で、「現代書のパイオニア」と称された。総合書道展、毎日書道展、読売書法展、産経国際書展の審査員を計46回歴任。また、1998年（平成10年）に文化庁所管公益基金「誠海賞」を設立、後進となる現代書の若手作家を育成した。
なお、現代書研究所で書道教室の「誠心社」の代表は、2008年より長女の渡邉麗（現代書家、産経国際書会理事長代行。第36回産経国際書展高円宮賞受賞者）が務めている。

## 年譜
- 1954年（昭和29年） - 第6回毎日書道展第4部(近代詩文)設立に、審査員として参加
- 1960年 - 東京個展「銀座画廊」
- 1963年 - 東京個展「新宿伊勢丹美術ギャラリー」
- 1970年 - ニューヨーク近代美術館（MOMA）、ロサンゼルス日米文化会館 作品収蔵、ニューヨーク個展(リゴア ダンカンギャラリー)、フィラデルフィア個展(アートアライアンス)、サンフランシスコ個展(カブトヤギャラリー)
- 1972年 - ロサンゼルス個展(キトニックギャラリー)、サンフランシスコ個展(カブトヤギャラリー)
- 1973年 - ロサンゼルス個展(セリザワギャラリー)
- 1974年 - ニューヨーク個展(アズマギャラリー)
- 1975年 - ロサンゼルス個展 パサデナ(アジア美術館)
- 1977年 - 東京個展「国井誠海書作展」(銀座ミキモトホール)、ロサンゼルス個展(シンノウギャラリー)
- 1978年 - カリフォルニア州立大学ロングビーチ校に10年間出講
- 1980年 - 東京個展「現代書のパイオニア国井誠海書展」(銀座ミキモトホール)
- 1981年 - 東洋書人連合結成に加わる
- 1982年 - 東京個展「国井誠海書展」(銀座ミキモトホール)
- 1983年 - 毎日書道展を脱退。第1回「読売日本書法展」（現・読売書法展[6]）に参加
- 1984年 - 「サンケイ国際書展」「サンケイ国際書会」設立に参画(以後 副理事長から最高顧問まで歴任)
- 1987年 - 山形市に「國井誠海記念館」設立
- 1990年（平成2年） - 東京個展(新宿伊勢丹美術ギャラリー)
- 1996年 - 個展 書業六十年記念展「新宿伊勢丹美術館 主催：産経新聞社」、文部省作品収蔵、現代書普及振興の実績により文化庁長官表彰
- 1998年 - 現代書の若手作家育成のため文化庁管轄公益信託「國井誠海書奨励基金」設立
- 2001年 - 第18回産経国際書展 内閣総理大臣賞 受賞
- 2004年 - 山形市長賞・山形県知事賞 受賞
- 2006年 - 旭日小綬章受章[7]
- 2009年 - 12月27日、急性肺炎のため死去[8]
- 2010年 - 「國井誠海先生を偲ぶ会」(上野精養軒)
- 2012年 - 「國井誠海書奨励基金15周年記念書展」(上野の森美術館ギャラリー)

## 著書
- 『国井誠海書作集1巻2巻』
- 『現代書の理念』（東京美術、1979年）
- 『現代書の視点』（東京美術、1985年）
- 『書人誠海』（誠心社、1994年）
- 『国井誠海の現代書講座』
- 『現代書の視座』
- 『現代書【道】の夜明け』（求龍堂、2005年）
- 『墨彩七十年』